# Black Watch (toneelstuk)
Black Watch is een toneelstuk van Gregory Burke uit 2005, geschreven in opdracht van het National Theatre of Scotland. Het werk is een audiovisueel spektakel dat de ervaringen van het Schotse Black Watch-regiment tijdens de Irakoorlog in 2003 verbeeldt, en is grotendeels gebaseerd op verhalen die de ex-soldaten in een pub in Fife aan de schrijver vertelden. De eerste opvoering vond plaats tijdens het Edinburgh Fringe-festival op 1 augustus 2006, in een regie van John Tiffany. Het stuk werd bijzonder positief onthaald en met meerdere prijzen bekroond.

## Stijl
Black Watch heeft uitsluitend mannelijke personages. Het stuk is in een dialect geschreven dat meer bij het Schots dan het Standaardengels aanleunt. De militairen, ook de sergeant, bedienen zich exclusief van een grof en brutaal taalregister: de dialogen bevatten een overvloedig gebruik van het schuttingwoord fuck of een variant daarvan, bijwijlen ingebed in een tmesis. Ook cunt komt zeer veel voor en lijkt meestal gewoon ‘persoon’ te betekenen. De chronologie van de plot wordt doorbroken door nieuwsberichten, e-mails en het zingen van militaire ballades.

## Ontstaansgeschiedenis
Burke schreef zijn stuk op verzoek van Vicky Featherstone, artistiek leider van het nieuw opgerichte National Theatre of Scotland. Het regiment Black Watch zou omstreeks 2004 in de rest van het leger geïntegreerd worden, en Burke had de opdracht soldaten te interviewen die de recentste missies van het regiment hadden meegemaakt. Het toneelstuk ontstond gedeeltelijk uit door Burke geschreven dialogen, gedeeltelijk uit improvisatie. Aangezien het National Theatre of Scotland geen eigen zaal heeft, werd op uiteenlopende locaties in Schotland opgetreden, waaronder laboratoria en turnhallen. De opvoering vereist een langgerekte bühne met het publiek aan weerszijden, zoals bij een taptoe in Edinburgh Castle gebruikelijk is.
De gedrukte uitgave van Black Watch bevat onder andere een voorwoord door de Amerikaanse luitenant-kolonel Matt Whitney, die als Irak-veteraan in 2008 een groep rekruten naar een voorstelling in de Verenigde Staten begeleidde. Regisseur John Tiffany verklaart dat het visuele en fysieke aspect een karakteristieke trek van het hedendaagse Schotse theater is en dat Black Watch in wezen voortbouwt op de traditie die John McGrath in de jaren 70 begon met The Cheviot, the Stag and the Black, Black Oil: het gesproken woord wordt vermengd met muziek, zang en dans, hetgeen een Gesamtkunstwerk oplevert.

## Samenvatting
Black Watch is niet in een klassieke structuur met bedrijven onderverdeeld. Het stuk is een aaneenrijging van scènes met flashbacks: sommige bestaan uit gesprekken in een pub in Fife, andere zijn taferelen van het leven in Basra en Camp Dogwood, in de buurt van Falluja. De soldaten Cammy, Granty, Rossco, Stewarty, Macca, Nabsy, Fraz, Kenzie, de sergeant en de officier zijn militairen van de Black Watch-missie. De schrijver zit bij zes van hen in de pub en ondervraagt hen over hun oorlogservaringen.
De gesprekken in de pub gaan veelal over seks; de schrijver heeft grote moeite om de ex-militairen bij het onderwerp te houden. Ze zijn ontgoocheld omdat ze met een man moeten praten in plaats van de aantrekkelijke jonge vrouw van het theater die het eerste contact met hen opnam. De schrijver geeft hun constant bier om hen tevreden te houden. Tijdens de flashbacks ziet het publiek het leven in een legerkamp dat continu met mortiergranaten wordt bestookt. De soldaten spuwen hun galgenhumor en vervelen zich stierlijk. De actie wordt doorsneden door e-mails van de officier aan zijn vrouw, waarin hij de situatie op het terrein uitlegt. Tijdens het cafégesprek treedt Lord Elgin binnen en legt het zwaard van Robert the Bruce op de pooltafel. Hij zingt de oude ballade Forfar Sodger. Ook de andere soldaten zingen liederen in de loop van het stuk.
Halverwege in het toneelstuk geeft Cammy een historisch overzicht van de Black Watch van 1715 tot heden. Hij draagt de verschillende uniformen waarin het regiment in de loop der eeuwen was uitgedost en geeft een opsomming van alle veldslagen waaraan het heeft deelgenomen. De soldaten in Irak moeten een televisie-interview afleggen. De sergeant beveelt hen alle pornografische afbeeldingen uit de wagen te verwijderen, omdat volgens hem moslims daartegen zijn en hij de lokale bevolking niet tegen de soldaten wil opjutten.
Tijdens het oprukken naar Falluja zitten Kenzie, Stewarty, Fraz, Cammy, Macca en Granty vast in een tank. Fraz, Kenzie en de sergeant gaan samen met een Irakese tolk het voorbijkomende verkeer controleren, in de hoop de terroristen op het spoor te komen die de Britse troepen reeds wekenlang beschieten.
Terug in de pub blijkt dat Fraz, Kenzie en de sergeant door een zelfmoordaanslag om het leven zijn gekomen. Ook de tolk is dood. Stewarty verdenkt de schrijver ervan dat hij het leger zwart wil maken en alleen op sensatie belust is. Hij is in een depressie beland; hij had bij de zelfmoordaanslag zijn arm gebroken en brak hem nadien zelf telkens opnieuw om niet terug naar de frontlinie te hoeven gaan. Hij wil de arm van de schrijver breken. Alle soldaten die in Fife in de pub zitten, hebben hun ontslag ingediend. Het stuk eindigt met de aanval op Falluja in de vorm van een militaire parade in het halfduister.

## Receptie
De eerste opvoeringen op het Fringe Festival wonnen drie prijzen. John Tiffany won de prijs voor de beste regisseur van de Critics’ Awards for Theatre in Scotland, Burke kreeg in 2007 de prijs voor het beste toneelstuk van de Writers' Guild of Great Britain. Datzelfde jaar won een documentaire over de totstandkoming van het toneelstuk een Schotse BAFTA. Bij de Laurence Olivier Awards van 2009 wonnen Burke en Tiffany de prijs voor beste toneelstuk en beste regie respectievelijk; ook de geluidstechniek en choreografie werden bekroond. De voorstelling ging anno 2008 op tournee door het Verenigd Koninkrijk en het buitenland; in New York werden de speeldata met vier weken verlengd. In Canada werd het toneelstuk in 2009 bekroond met de Dora Mavor Moore Award. In 2010 werd de voorstelling met een geheel nieuwe bezetting hernomen; deze ging wederom op tournee door het Verenigd Koninkrijk en de Verenigde Staten.